# Liste der Wappen in der Provinz Caserta
Die Liste der Wappen in der Provinz Caserta zeigt alle in der Wikipedia gelisteten Wappen der Orte in der Provinz Caserta in der Region Kampanien in Italien. In dieser Liste werden die Wappen mit dem Gemeindelink angezeigt.

## Wappen der Provinz Caserta

Caserta
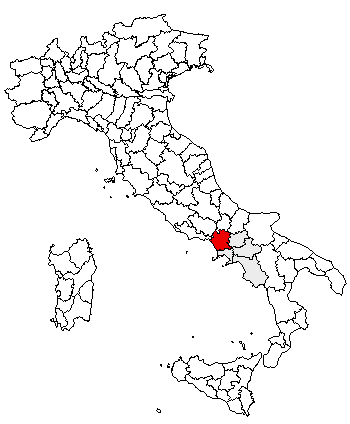
Lage der Provinz in Italien

## Wappen der Gemeinden der Provinz Caserta

Ailano
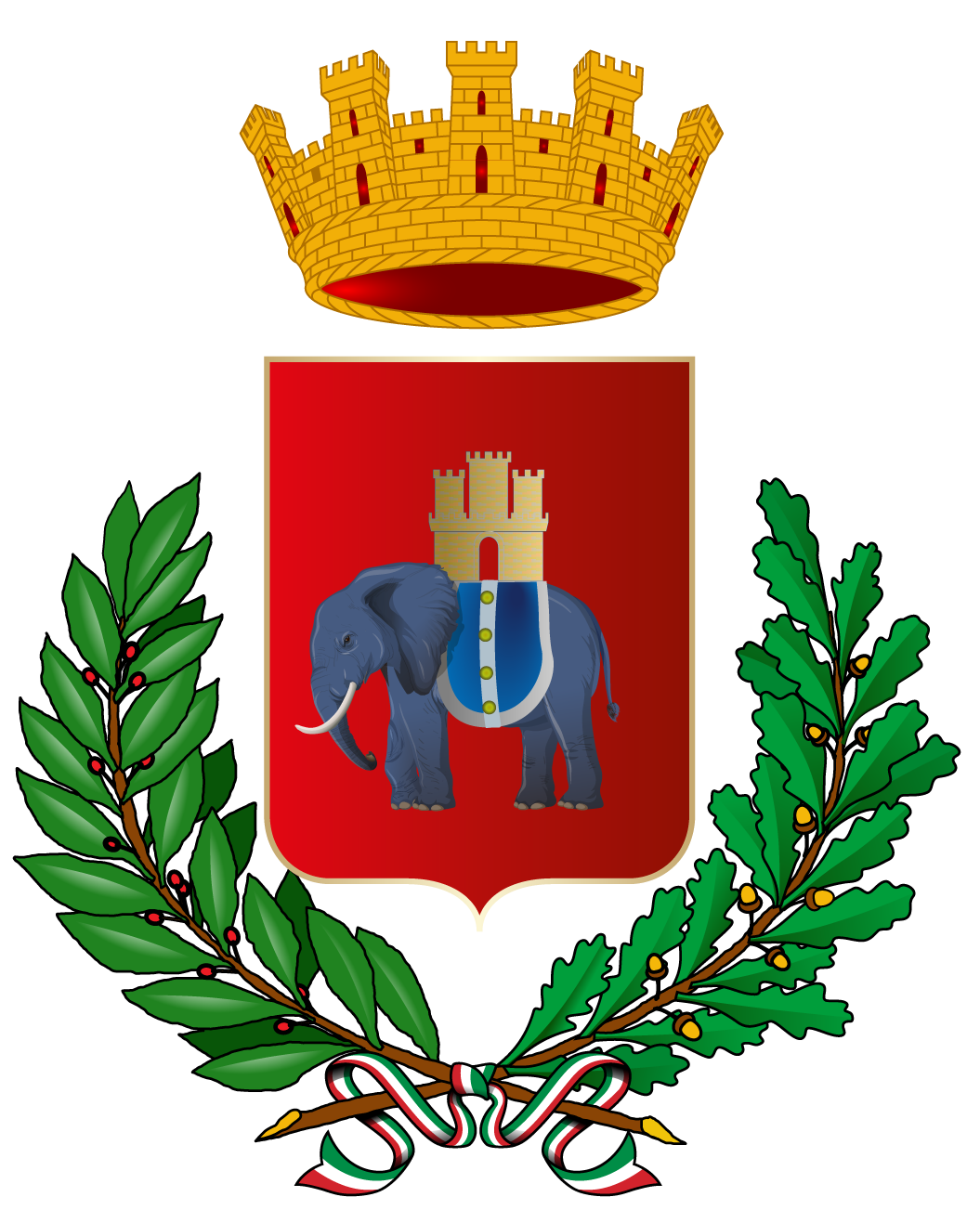
Alife
Alvignano
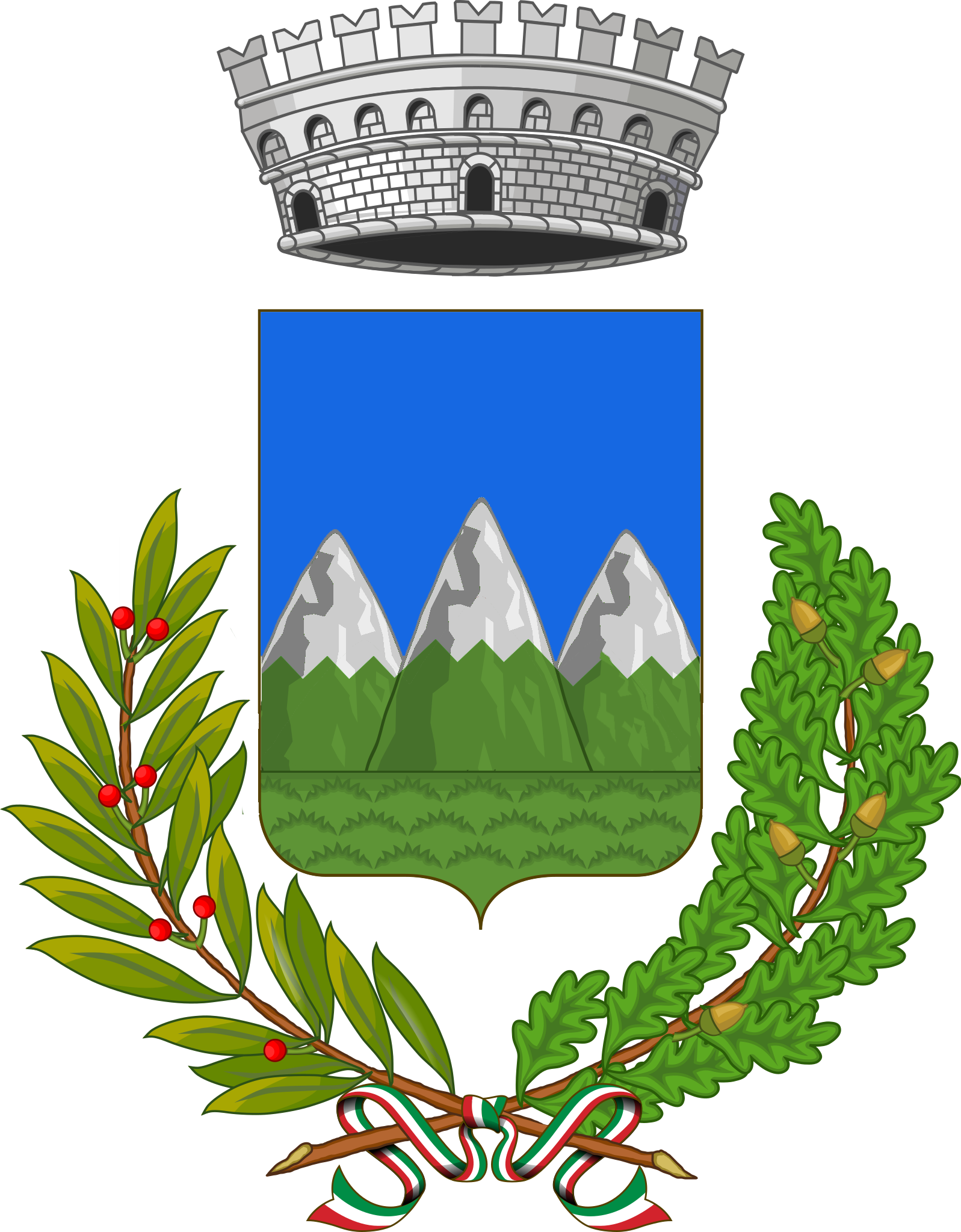
Arienzo
Aversa
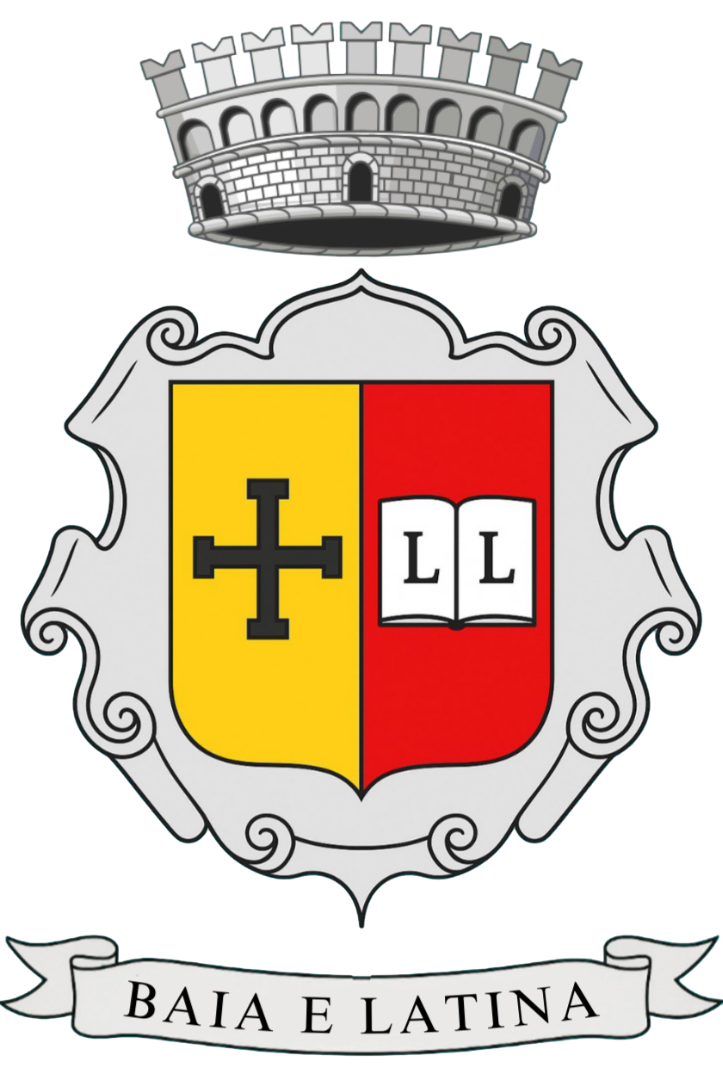
Baia e Latina
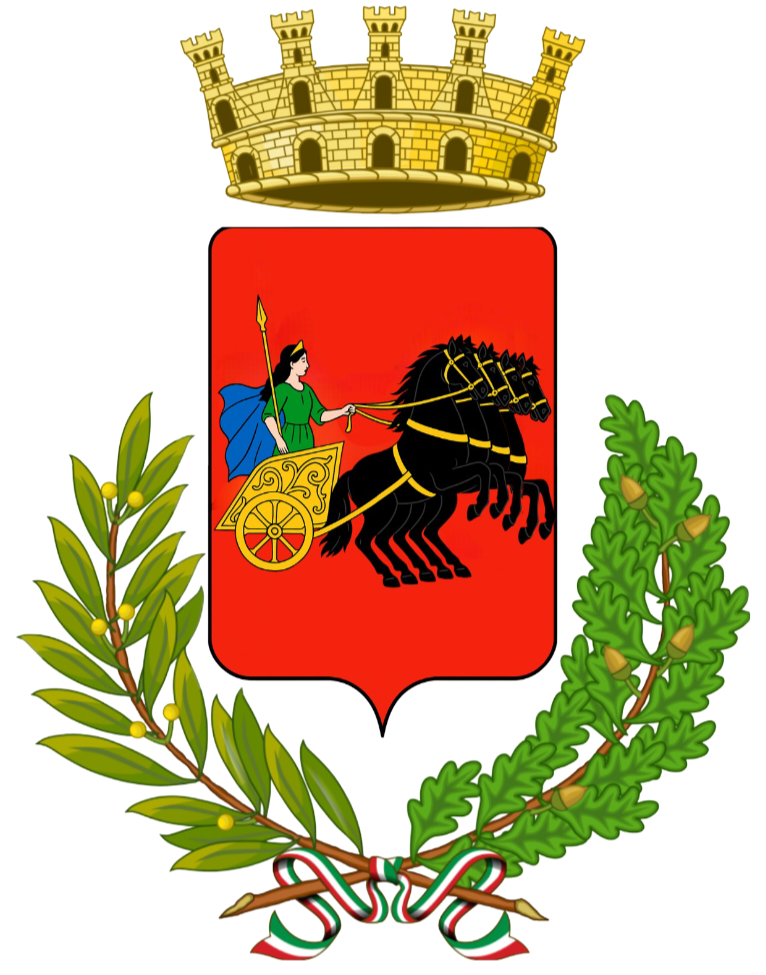
Bellona
Caianello
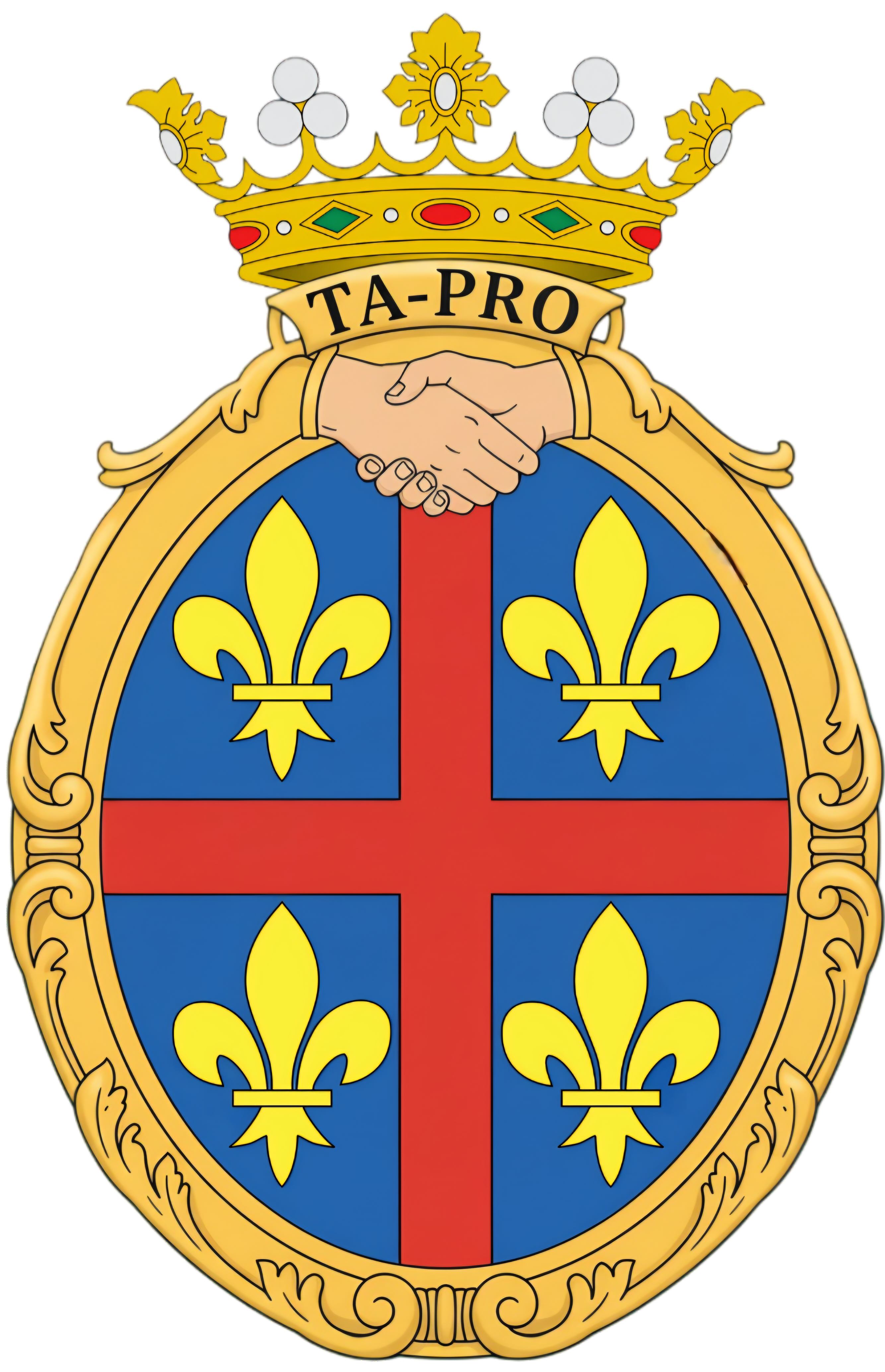
Caiazzo
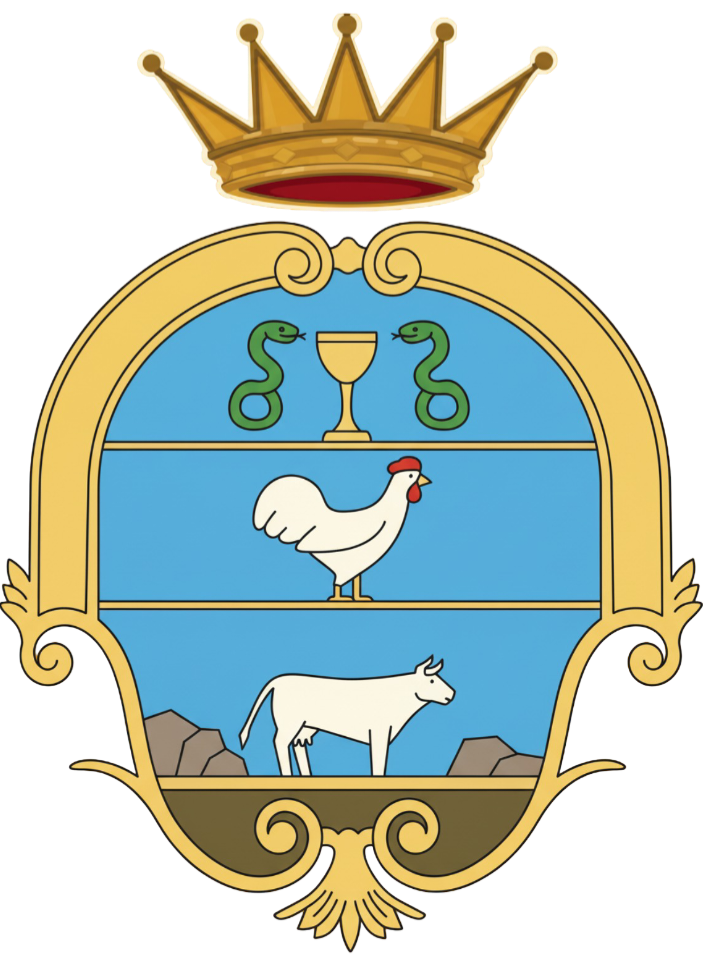
Calvi Risorta
Camigliano
Cancello ed Arnone
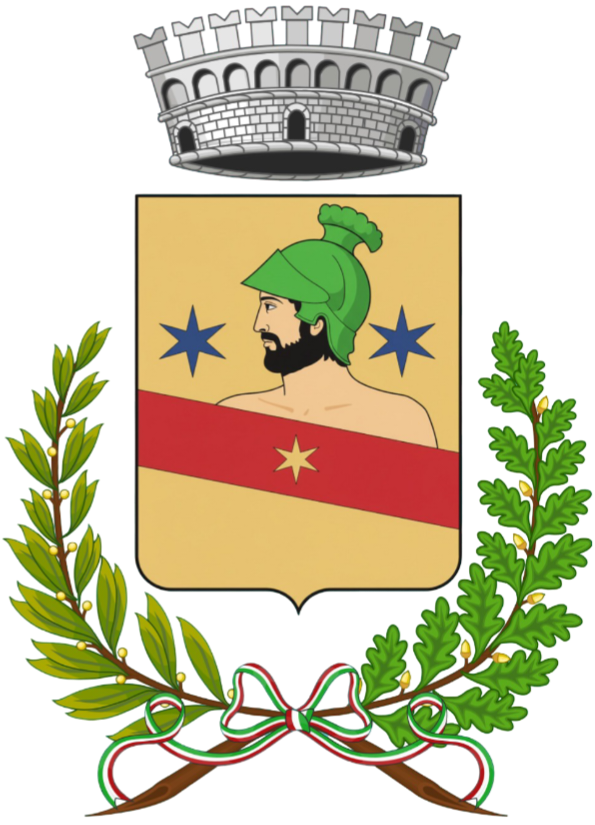
Capodrise
Capriati a Volturno
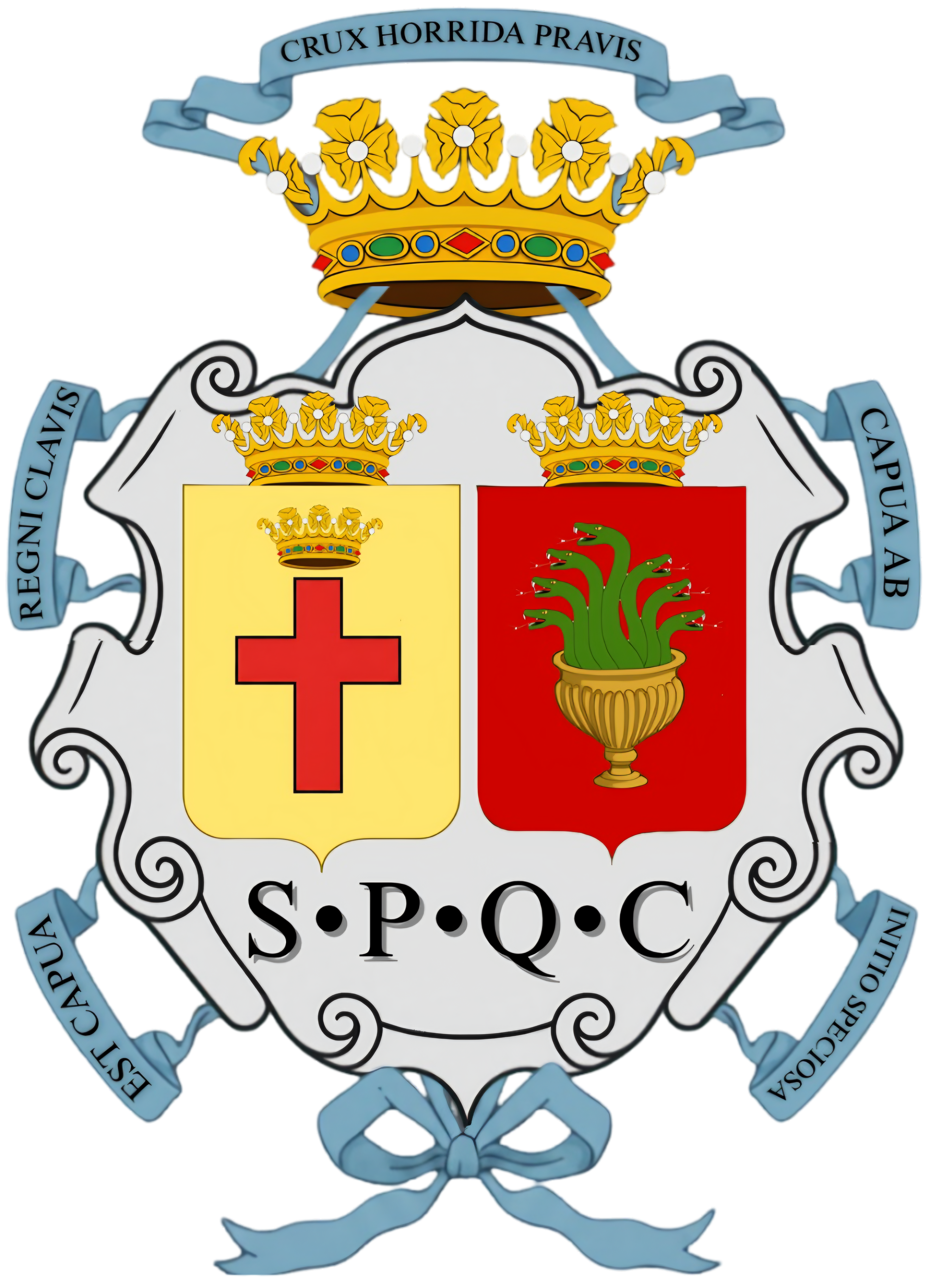
Capua
Carinaro
Carinola
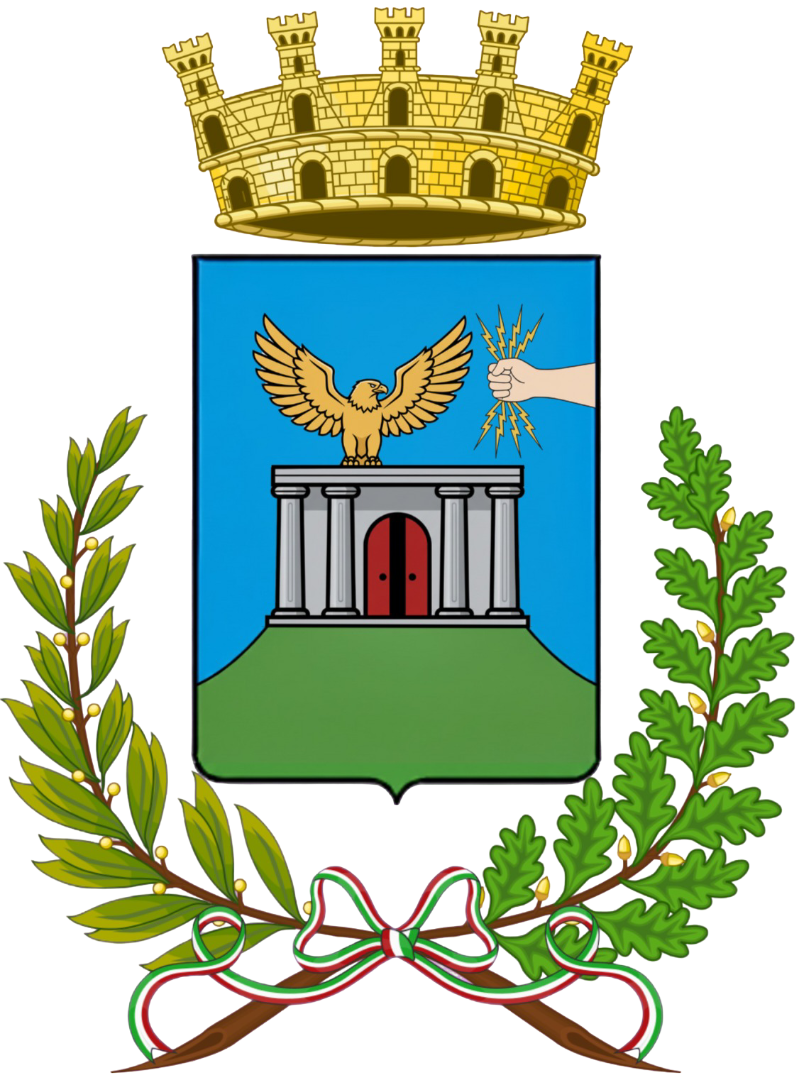
Casagiove
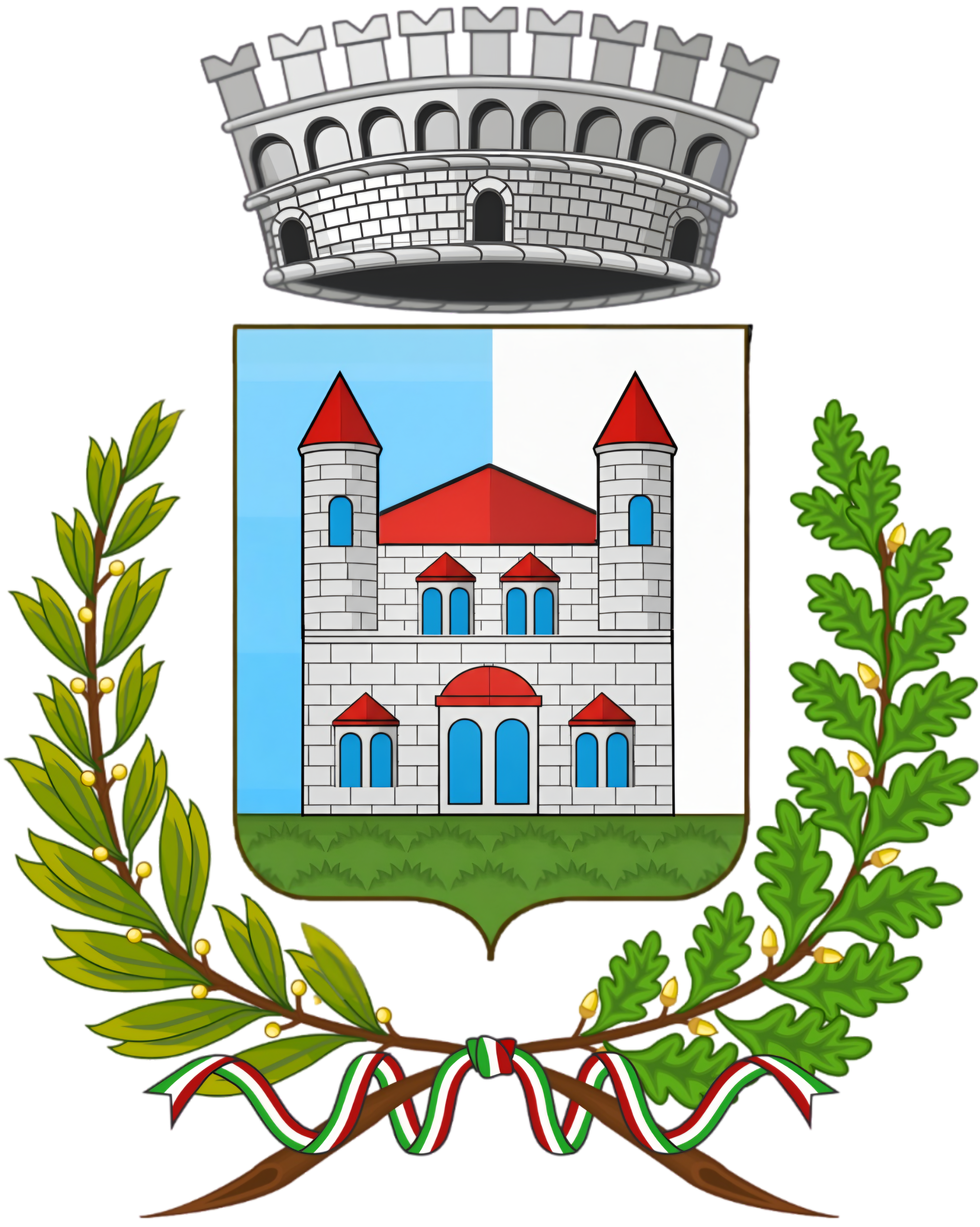
Casal di Principe
Casaluce
Casapesenna
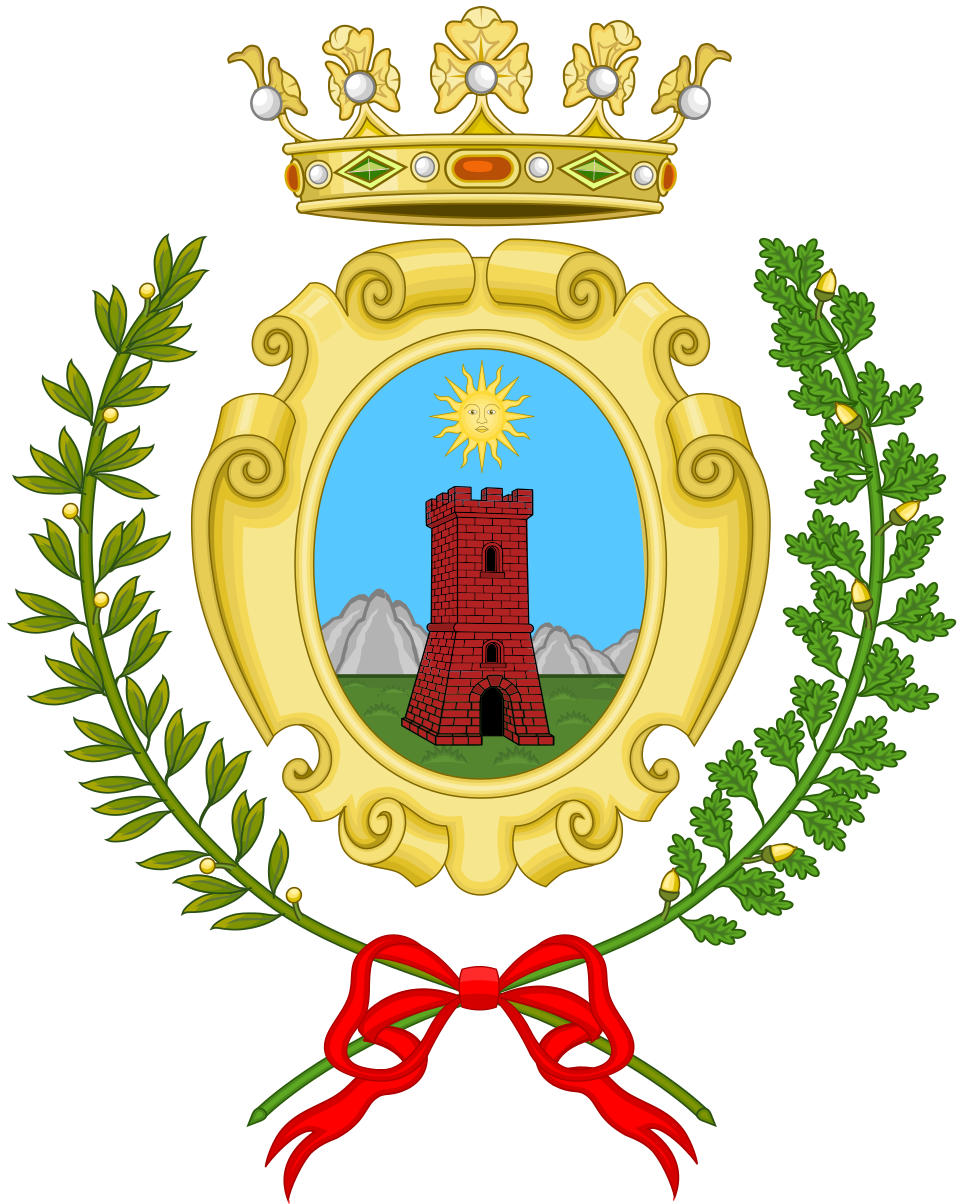
Casapulla
Caserta
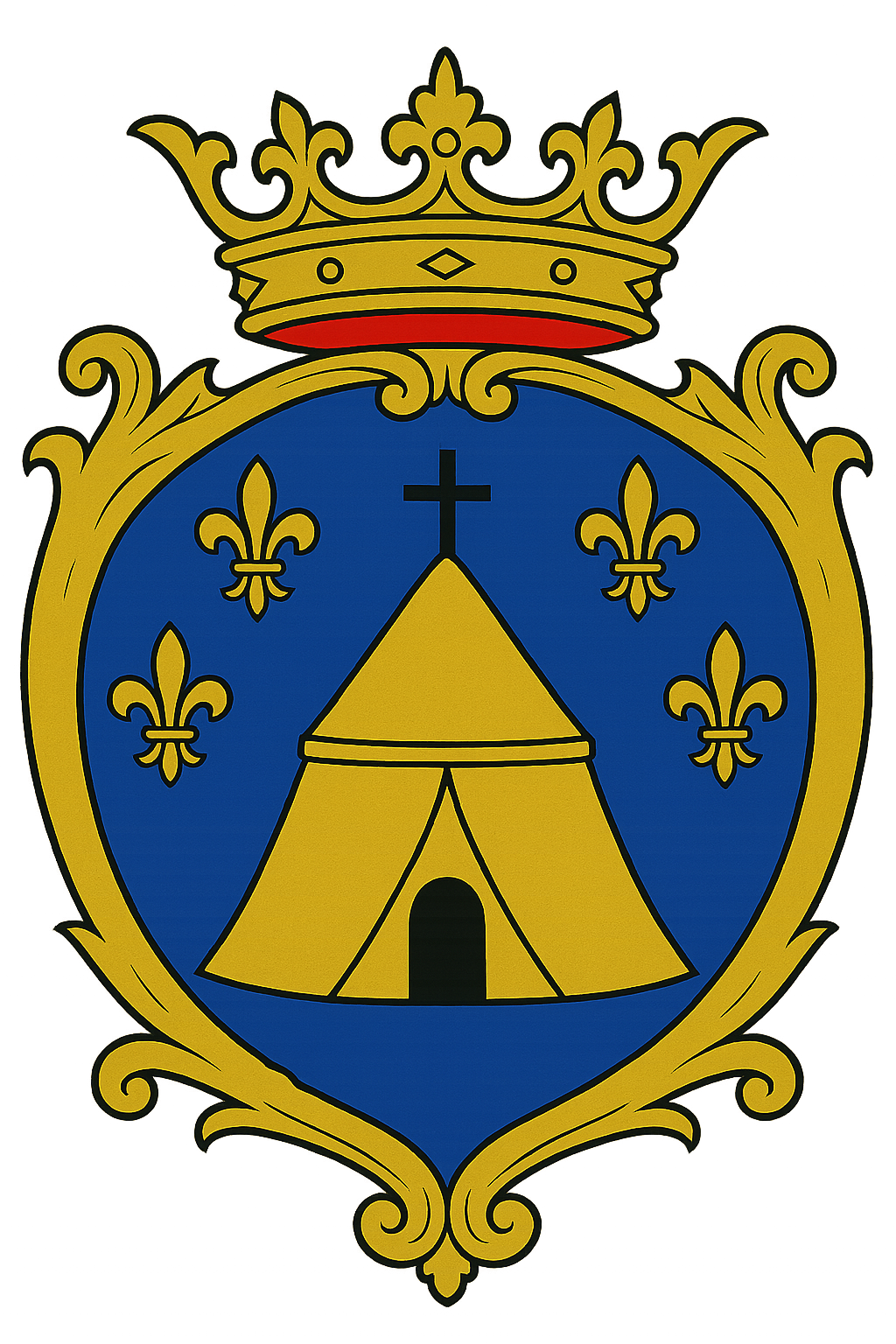
Castel Campagnano
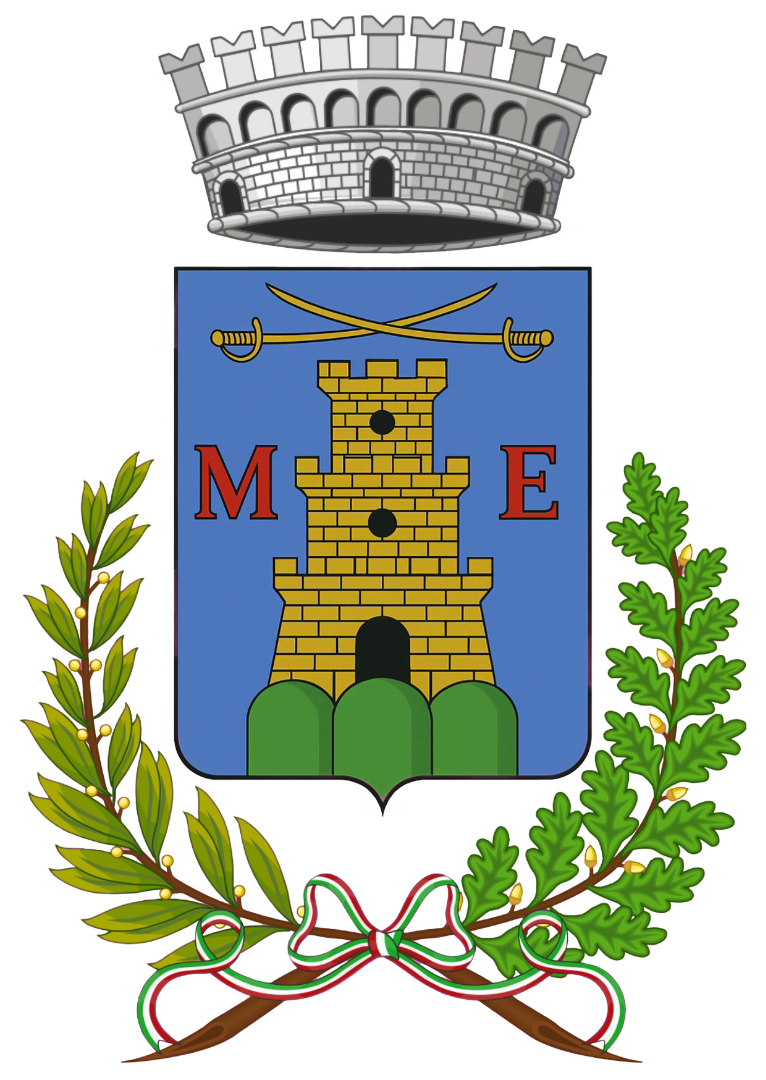
Castel Morrone
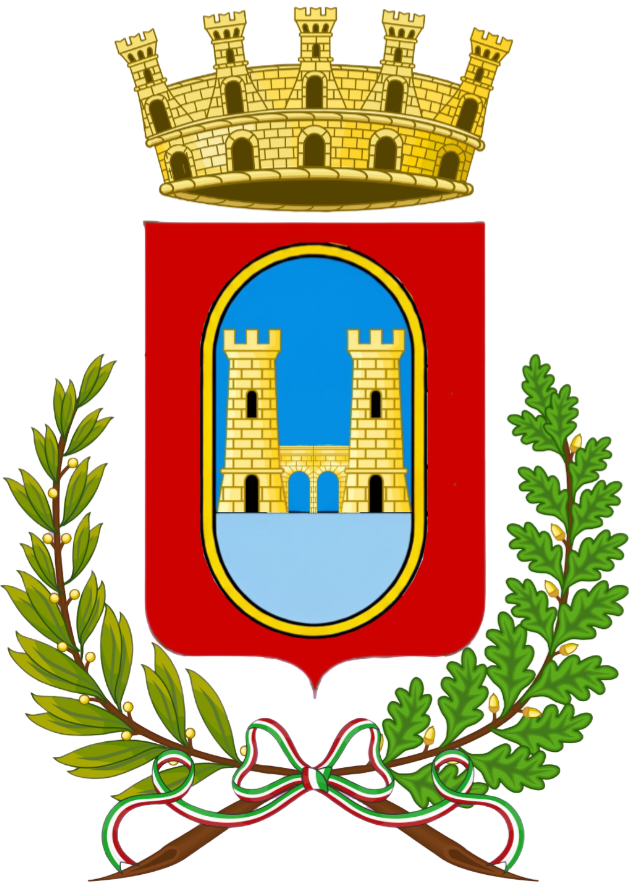
Castel Volturno
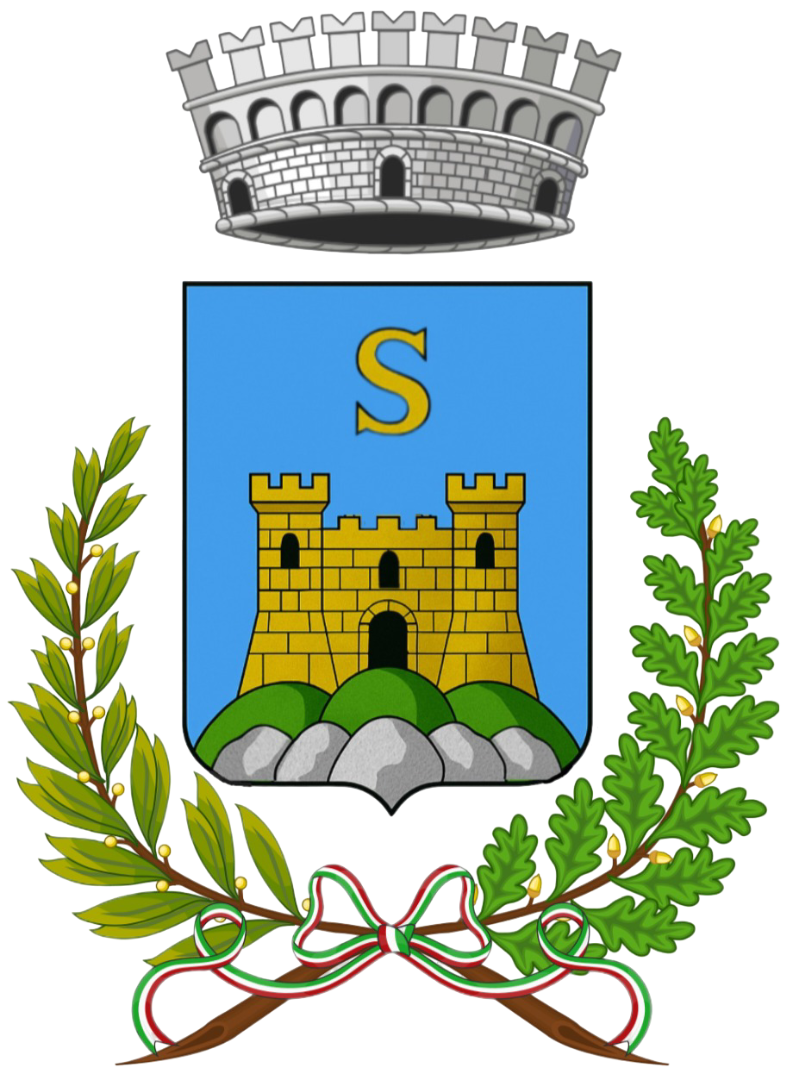
Castel di Sasso
Castello del Matese
Cellole
Cervino
Cesa
Ciorlano
Conca della Campania
Curti
Dragoni
Fontegreca
Formicola
Francolise
Frignano
Gallo Matese
Galluccio
Giano Vetusto
Gioia Sannitica
Grazzanise
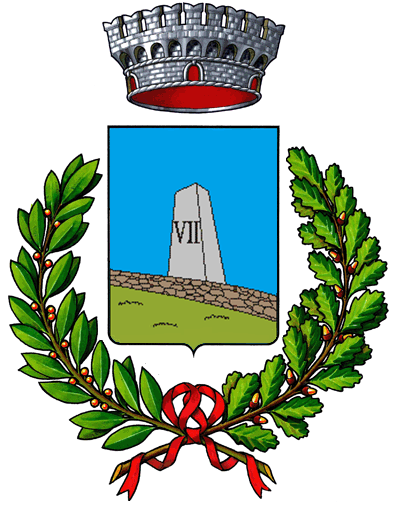
Gricignano di Aversa
Letino
Liberi
Lusciano
Macerata Campania
Maddaloni
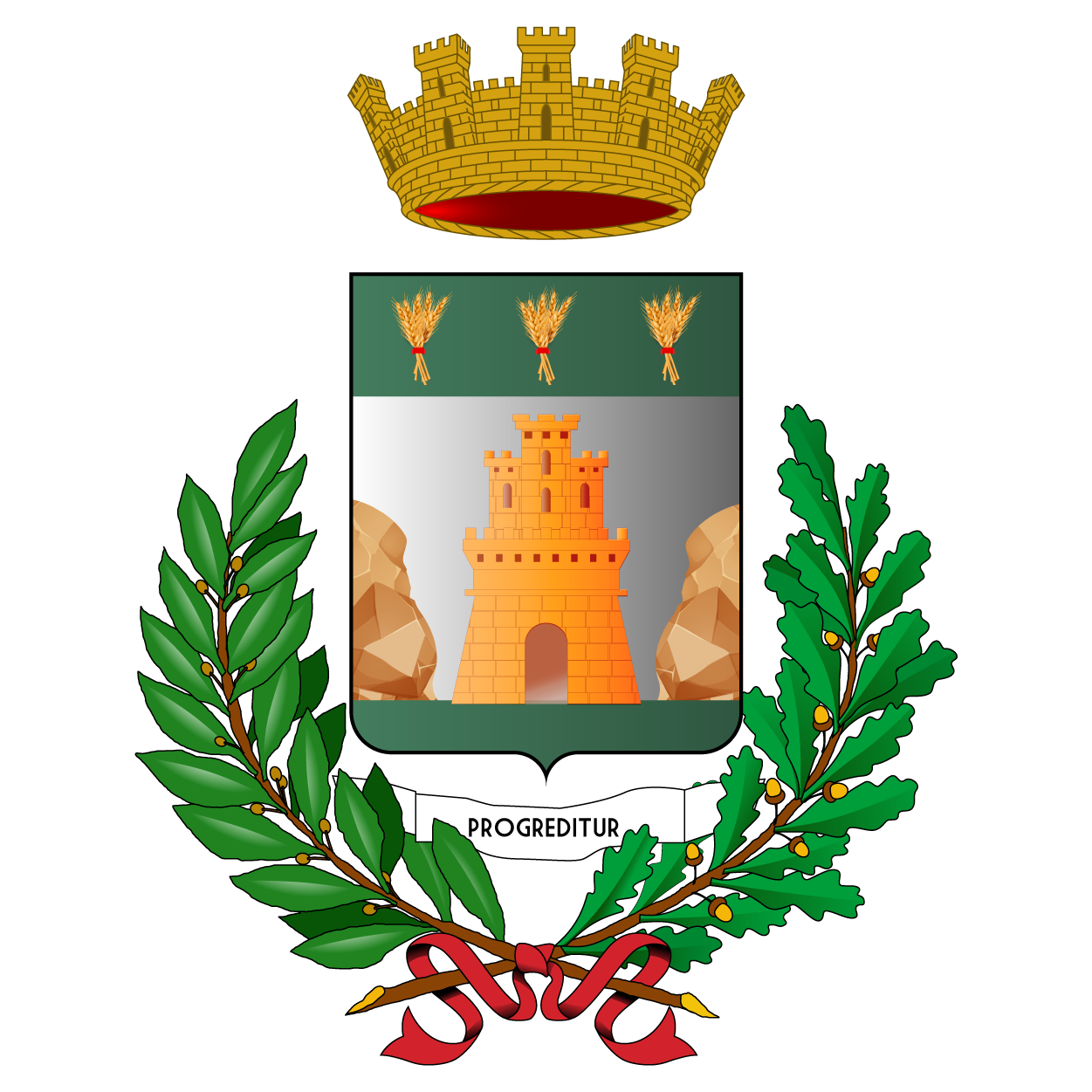
Marcianise
Marzano Appio
Mignano Monte Lungo
Mondragone
Orta di Atella
Parete
Pastorano
Piana di Monte Verna
Piedimonte Matese
Pietramelara
Pietravairano
Pignataro Maggiore
Pontelatone
Portico di Caserta
Prata Sannita
Pratella
Presenzano
Raviscanina
Recale
Riardo
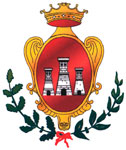
Rocca d’Evandro
Roccamonfina
Roccaromana
Rocchetta e Croce
Ruviano
San Cipriano d’Aversa
San Felice a Cancello
San Gregorio Matese
San Marcellino
San Marco Evangelista
San Nicola la Strada
San Pietro Infine
San Potito Sannitico
San Prisco
San Tammaro
Sant’Angelo d’Alife
Sant’Arpino
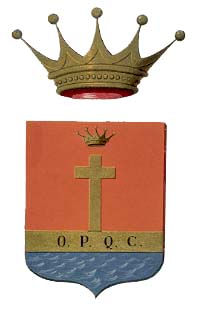
Santa Maria Capua Vetere
Santa Maria a Vico
Santa Maria la Fossa
Sessa Aurunca
Sparanise
Succivo
Teano
Teverola
Tora e Piccilli
Trentola-Ducenta
Vairano Patenora
Valle Agricola
Valle di Maddaloni
Villa di Briano
Villa Literno
Vitulazio